# Liste bekannter Gleitschirmpiloten
Eine Auswahl bekannter Gleitschirmpiloten, welche sich durch vorderste Plätze bei nationalen oder internationalen Wettkämpfen auszeichnen oder auszeichneten.

## A
- Andy Aebi
- Andrea Amann
- Wibke Apholt
- Luc Armand
- Angelo d’Arrigo

## B
- Toni Bender
- Robert Bernat
- Théo de Blic
- Stefan Bocks
- Hans „Housi“ Bollinger
- Thomas Brandlehner
- Caroline Brille
- André Bucher
- Klaudia Bułgakow

## C
- Charles Cazaux
- Sandie Cochepain
- Toma Coconea
- Steve Cox
- Louise Crandal
- Manuel Croci

## D
- David Dagault
- Yvonne Dathe
- Méryl Delferriere
- Luca Donini
- Tom de Dorlodot
- Aaron Durogati

## E
- Armin Eder
- Kurt Eder
- Elisabeth Egger
- Helmut Eichholzer
- Kari Eisenhut

## F
- Andreas „Andy“ Frötscher
- Seiko Fukuoka Naville
- Peter „Schuh“ Frauenschuh

## G
- Will Gadd
- Richard Gallon
- Chris Geist
- Bodo Genz
- Antoine Girard
- Bruce Goldsmith
- Anthony „Ant“ Green
- Tim Green
- Markus „Acrominator“ Gründhammer
- Sepp Gschwendtner
- Paul Guschlbauer

## H
- Adrian Hachen
- Torsten Hahne
- Honorin Hamard
- Armin Harich
- / André „Andy“ Hediger
- Christian Heinrich
- Kaspar Henny
- Daniel Hierling
- Marco Hierling
- Alex Hofer
- Stefan Hodek
- Bernd Hornböck
- Elisa Houdry
- Sebastian Huber

## J
- Achim Joos

## K
- Patrick von Känel
- Marco „Mik“ Kaufmann
- Michael Knipping
- Maurice Knur
- Petra Krausova
- Anja Kroll
- Michael „Mad Mike“ Küng

## L
- Jeremie Lager
- Clément Latour
- Norman Lausch
- Judy Leden
- Horacio Llorens
- Urs Lötscher

## M
- Yael Margelisch
- Scotty Marion
- Burkhard Martens
- Christian „Chrigel“ Maurer
- Karin Maurer
- Michael Maurer
- Gavin McClurg
- Alexander „Xandi“ Meschuh
- Constance Mettetal
- Antoine Montant
- Elmar Müller
- Martin Müller

## N
- Manuel Nübel
- Nicole Nussbaum

## O
- Joachim Oberhauser
- Simon Oberrauner
- / Russel „Russ“ Ogden
- Marvin Ogger
- Benoît Outters

## P
- Hannes Pappesh
- John Pendry
- Camilla Perner
- Maxime Pinot

## R
- Elisabeth Rauchenberger
- Christian Reinegger
- Honza Rejmanek
- Pierre Remy
- Alexander Robé
- Félix Rodriguez
- Raul Rodriguez
- Oliver Rössel
- Mathias Roten

## S
- Alex Schalber
- Martin Scheel
- Mario Schmaranzer
- Stefan Schmoker
- Michael Siegel
- Torsten Siegel
- Petra Slivova
- Dominik Steffen
- Stephan Stiegler
- Beni Stocker
- Dieter Strasilla
- Alfredo „Fredy“ Studer

## T
- Pál Takáts
- Christian Tamegger
- Judith Theurillat-Zweifel

## V
- Ferdinand Vogel
- Cornelia Voigt

## W
- Nanda Walliser
- Robbie Whittall
- Uli Wiesmeier
- Ewa Wiśnierska
- Felix Wölk